# 海淀黄庄站
海淀黄庄站是一个位于中国北京市海淀区海淀街道与中关村街道交界中关村大街、海淀南路、知春路交叉口，属于北京地铁4号线和北京地铁10号线的地铁换乘站。

## 车站结构

### 土建
中关村大街和知春路都是北京市的重要交通干道，4号线和10号线并没有明挖。 黄庄站是三联拱结构的三跨双层车站，主体结构宽20多米，高约15米，结构顶部距地面仅5.23米，黄庄站的4号线站台和10号线站台一并修建，是中国大陆第一座采用全暗挖施工技术同步建造的十字交叉换乘车站，也是建成当时全国规模最大、结构体系最为复杂的暗挖车站，其土方工程规模相当于在地下挖6层楼高的洞，而且因为海淀镇原来水网纵横，修建中关村大街时只是填土草草了事，工程地质条件很差。

### 艺术风格
10号线的装修重点车站共有7个。一期的海淀黄庄站屋顶与体现出原有的拱顶结构，体现出工业科技的结构和材质的美感，因应中关村的地理位置。

### 车站楼层
海淀黄庄站为地下车站，两线车站站台主体呈“十”字型岛–侧式相交形式，两线换乘采用“站厅＋通道”双向通行方式。
海淀黄庄站由地下二层构成，地下1层为4号线分离式站厅和10号线侧式站台，两者通过缓坡弧形通道连接；地下2层为10号线分离式站厅和4号线岛式站台。4号线换乘10号线需先由站台两端扶梯向上至站厅层，再由通道前往10号线站台；而10号线换乘4号线则反之，先由通道到达4号线站厅，再由扶梯向下至4号线站台。
| 地面层                        | 出入口                                | A—D出入口                        |
| 地下一层 4号线站厅 10号线站台 | 4号线北站厅                           | 客务中心、自动售票机、进出站闸机 |
| 地下一层 4号线站厅 10号线站台 | 侧式站台，右側開门                    |                                  |
| 地下一层 4号线站厅 10号线站台 | █ 10号线外環（苏州街）                |                                  |
| 地下一层 4号线站厅 10号线站台 | █ 10号线内环（知春里）                |                                  |
| 地下一层 4号线站厅 10号线站台 | 侧式站台，右側開门                    |                                  |
| 地下一层 4号线站厅 10号线站台 | 4号线南站厅                           | 客务中心、自动售票机、进出站闸机 |
| 地下二层 4号线站台 10号线站厅 | 10号线东站厅                          | 客务中心、自动售票机、进出站闸机 |
| 地下二层 4号线站台 10号线站厅 | █ 4号线往安河桥北（中关村）           |                                  |
| 地下二层 4号线站台 10号线站厅 | 岛式站台，左側開门                    |                                  |
| 地下二层 4号线站台 10号线站厅 | █ 4号线往天宫院（大兴线）（人民大学） |                                  |
| 地下二层 4号线站台 10号线站厅 | 10号线西站厅                          | 客务中心、自动售票机、进出站闸机 |

### 站厅
海淀黄庄站地下一层设有两个站厅，分别位于海淀黄庄路口南北两侧。北站厅南端、南站厅北端分别设有通往10号线外环、内环站台的换乘通道口。北站厅可通往A、B出口，南站厅可通往C、D出口。
地下二层亦设有两个通往10号线车站的站厅，分别位于海淀黄庄路口东西两侧，乘客可在付费区内进行10号线内外环站台间的换向。西站厅可通往A出口，东站厅可通往C出口。

### 站台
海淀黄庄站10号线站台位于地下一层、海淀南路地下，为侧式站台，外环站台北侧、内环站台南侧设有换乘通道口。
4号线站台位于地下二层、中关村大街地底，为岛式站台，南北两端设有通往站厅的楼梯、自动扶梯及升降电梯。2020年11月27日，4号线站台加装自動體外心臟去顫器。10号线月台西端设有一条渡线，本站西南象限设有一条4号线与10号线之间联络线。

### 出入口
海淀黄庄站有5个出口（A1、A2、B、C、D），其中A1、A2、C口为4号线、10号线共用，B、D口只连接4号线站厅。
|                           |            | |      |            |
|                           |            | |      |            |
| 編號                      | 邻接街道   | 建議前往的目的地 | 照片 | 无障碍设施 |
| 连通 4号线 10号线站厅     |            | |      |            |
| 出口 · A · 1 · 升降机标志 | 海淀南路   | 中关村大厦、海淀医院 |      |            |
| 出口 · A · 2              | 中关村大街 | 海淀区人民法院、新中关购物中心、领展购物广场·中关村                                                                                      |      | 不適用     |
| 连通 4号线站厅            |            | |      |            |
| 出口 · B                  | 知春路     | 北京大学附属中学、海淀文化艺术大厦、中关村街道办事处、海淀剧院、中关村医院                                                               |      | 不適用     |
| 连通 4号线 10号线站厅     |            | |      |            |
| 出口 · C · 1 · 升降机标志 | 知春路     | 北京中关村中学、人大附中实验小学、明天幼稚集团第四幼儿园、海淀区教育招生和考试中心、海淀区知春里税务所、和盛大厦、泛亚大厦、中发电子大厦 |      |            |
| 连通 4号线站厅            |            | |      |            |
| 出口 · D                  | 海淀南路   | 中国人民大学出版社、中国人民大学附属中学                                                                                                 |      | 不適用     |
| 註： 設有                 |            | |      |            |

## 车站历史

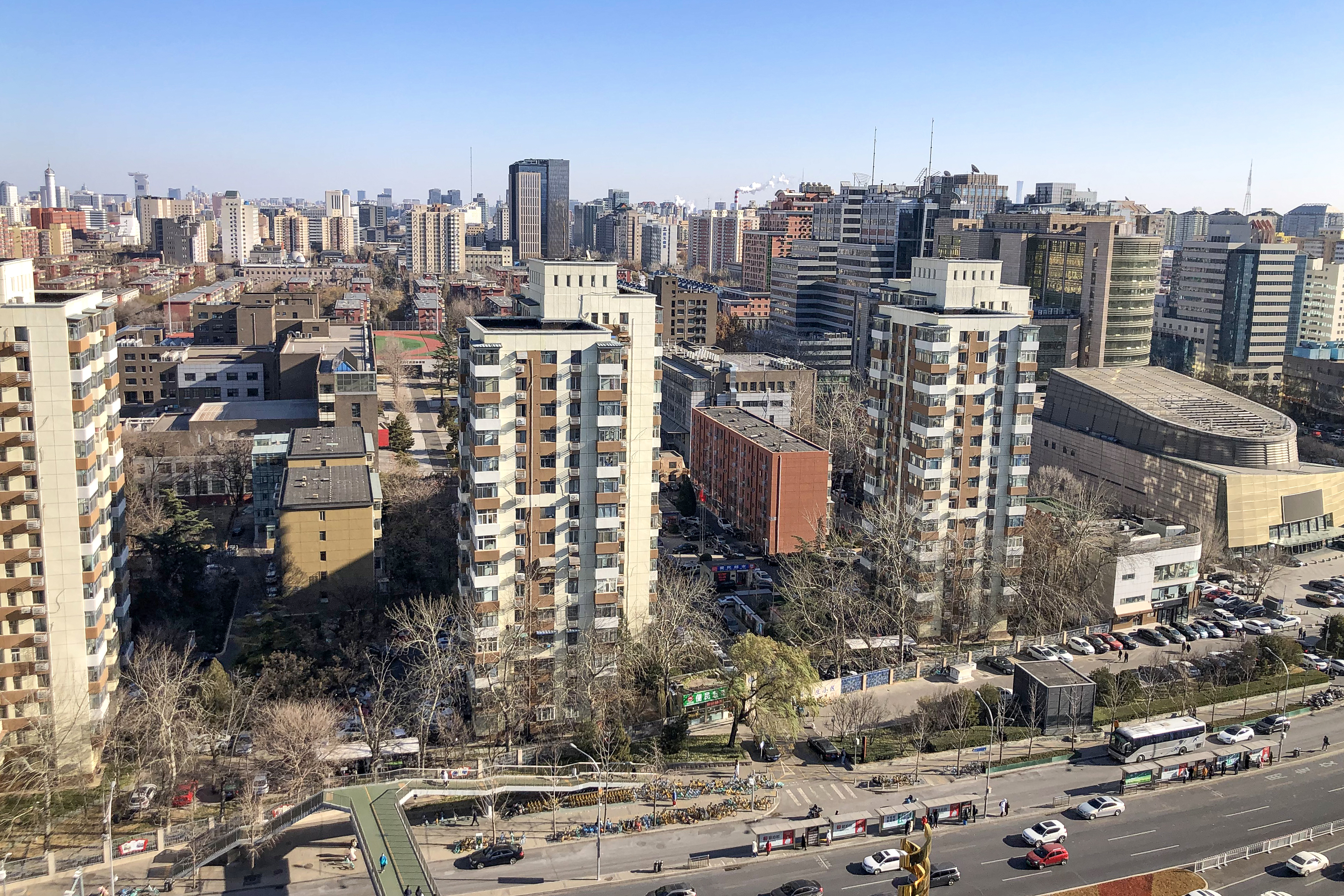
中国科学院黄庄小区

海淀黄庄站原定名字為“黃莊站”，2008年2月13日，建管公司最終定車站名為「海淀黃莊站」，扩大了地域范围。
海淀黄庄字面意义上指的是“海淀镇的皇庄”，即明帝国宗室在海淀镇领有产权的庄园，海淀皇莊在南海淀東偏南方向大約兩華里，當年由軍士開墾，是当时燕王（后为永乐帝）的王庄。永樂帝迁都北京后，“王庄”改为“皇庄”。
當時北京有很多皇莊，明化時期，北京總共有八個皇莊，直到给事中夏言等上书痛陈庄田土地兼并及侵害臣民，嘉靖皇帝整顿取消皇庄，改皇庄土地名为官田。
北京许多地名都是借谐音演变，辛亥革命后，为了去封建化，地名中的“皇”多改为谐音的“黄”，但是此處的“黃”不同于它处地名的“皇”，皇莊改名大約在乾隆之後的道光時期，1846年所设《增建灶君殿碑》铭文始称此地为“黄庄”。黄庄位于西直门外海淀的南北向官道上，是皇室前往三山五园的必经之处，官道后来演变为中关村大街，地铁4号线隧道在紫竹院路的白石新桥路口北折后即沿此街地下走行。
|                               | 前朝麦色绿鬅鬅，今日看来寸许增。 犹自颙期再雨好，无非渴望有秋登。 绿柳阴阴翠跸移，言旋为廑起居咨。 禁中坐待临雩祭，却恐晨昏隔久迟。 不堪遗事问春明，胜国皇庄尚有名。 却为往来必经路，几多忧喜验农耕。 |
| ——愛新覺羅·弘歷，《皇庄即景》 | |

### 规划与建设

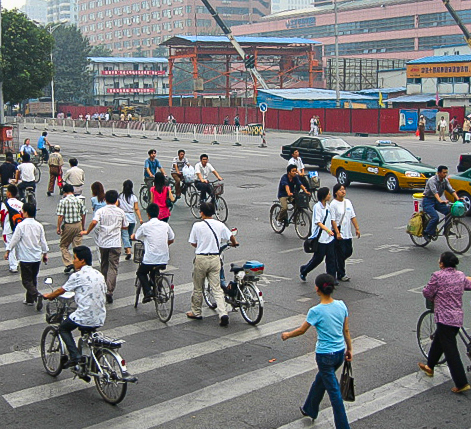
2005年7月的海淀黄庄站工地及黄庄路口的行人

2003年12月18日，地铁10号线即以此站为起点开始施工。海淀黄庄站极端复杂的结构属于世界首例，原计划通过挖-盖的方式修建，但是一则知春路难以疏解交通，二来附近管道众多，勘测时发现有分属18家单位的56条管道及附属的518个井盖，管线建成时间各异，最早的可追溯到元大都时期，缺乏足够的信息来应对，明挖方案被废弃。
本站10号线施工部分采用了德国海瑞克的设备进行盾构。盾构机价值500万美元，系深圳国际建筑机械有限公司出租，租赁避免了流动资金不足和外汇管制的问题，为承租的中铁建十四局节省了500万元人民币。
在10号线和4号线最初投入运营前，两线之间就有预留联络线。

## 乘客概况
4号线和10号线分别为北京地铁客流量和客流强度最大的两线。海淀黄庄站的客流量在10号线各站和4号线各站中极为靠前。附近中小学较多，开学期间较之平日客流会增加很多。

## 车站文化

### 社会活动
2009年10月30日，京港地铁为迎接中华人民共和国建国六十周年，在运营的地铁4号线举办了主题为“祖国你好”的公益广告展，广告展用去了4号线一半的广告灯箱位置，共千余幅画面被展出。在千余幅画面中，海淀黄庄通道展出的是十余幅儿童画，这些儿童画是公司和海淀区青少年宫在六一儿童节合办的“祖国你好”儿童绘画活动的优秀作品。此次活动是京港地铁打造企业和4号线沿线社区交流、互动新平台的首次尝试。
2013年2月25日，京港地铁公司在海淀黄庄站内举办乘客互动活动，借猜灯谜的方式教授乘客紧急报警按钮的使用方法和守则。

### 特有广告
2016年初，海淀黄庄站打出当红演员杨洋的大幅3D影画，吸引大量杨洋的粉丝来合影，有部分粉丝合影时亦做出很多亲密举动，或因合影一时间造成人潮拥堵现象，微博话题＃海淀黄庄抓洋＃阅读量，截至1月18日，达2138.6万人次。
ofo和《神偷奶爸3》联动的宣传活动，获得了IAI第18届国际广告奖金奖。

### 公示官员财产事件
2013年2月24日，政治活动家许志永组织丁家喜等人在海淀区多处繁华地点进行政治宣传活动，其中包括海淀黄庄站，并发放传单，宣传公示官员财产的诉求，尽管现场有警察，但并未制止，参与宣传齐月英说，当时在黄庄站出入口围观者众，而且传单都分发完了。

### “疯狂的黄庄”

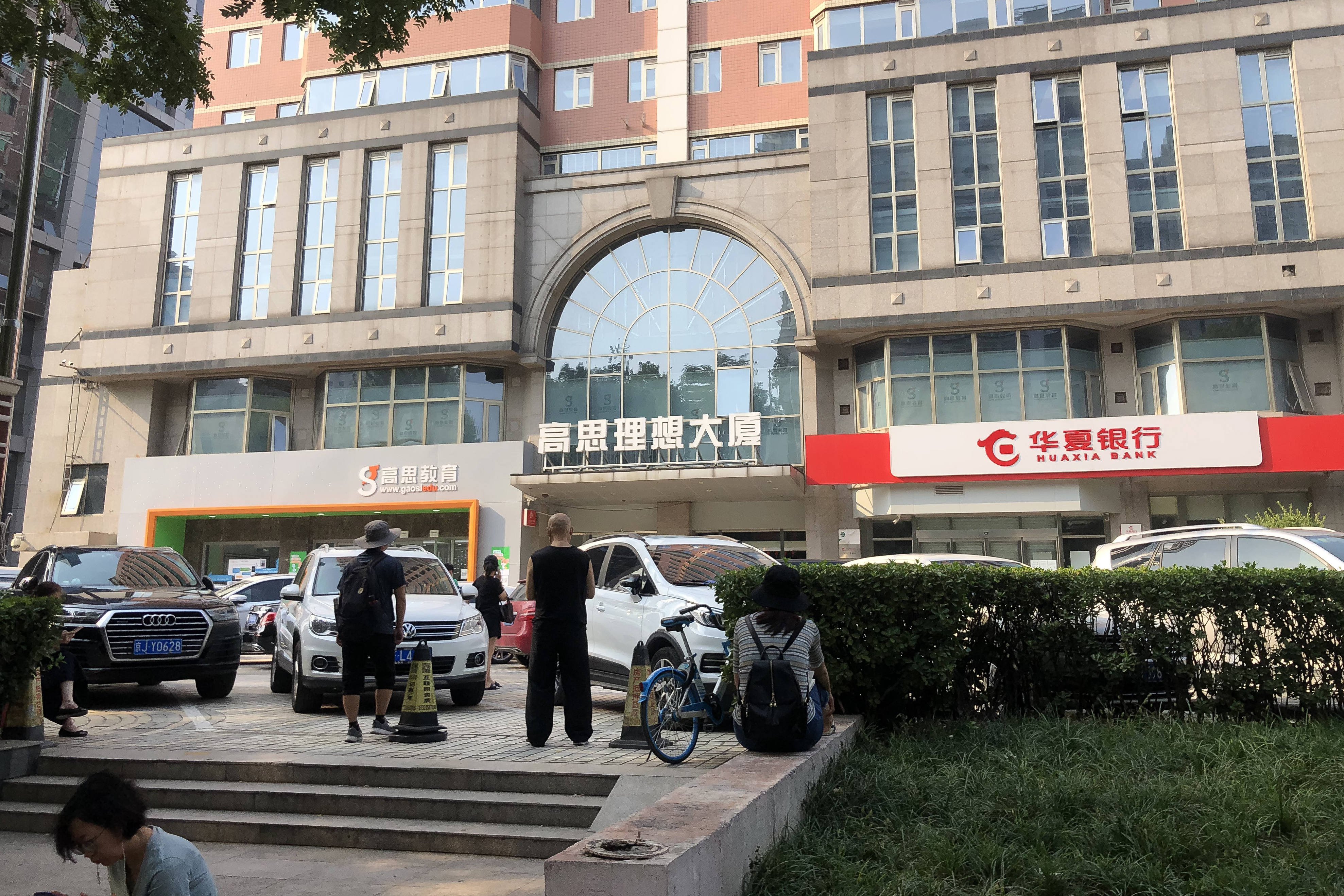
本站以东的理想大厦曾被高思教育租下1至7层（2020年9月摄），该教学点已于2021年夏季关闭

海淀黄庄站周围几公里之内，较为著名的中小学校有（不仅限）：
- 人大附中总校
- 北大附中
- 清华附中
- 八一学校
- 一零一中学
- 中关村中学
- 中关村第一小学
- 中关村第二小学
- 中关村第三小学

海淀黄庄站周边优质中小学校较多，催生了补课产业链，因此海淀黄庄一带有“宇宙补课中心”之称，教育界更有“北京教育看海淀，海淀教育看黄庄”的说法。重点中小学校经常借奥数作挑选学生入学的依据，因而补课产业链中奥数培训颇受欢迎。
2018年末界面新闻即以海淀黄庄站为线索，对周边的补课过热现象进行报道。在界面新闻出版的同名报道网络爆红后，海淀区教委对课外辅导机构进行了专项整治，尔后“疯狂的黄庄”成为一种文化符号，用以指代海淀区家长的补习狂热。2021年“双减”政策出台后，海淀黄庄站周边的学科类培训机构逐渐式微。

### 书籍
1. ↑  北京市市政工程设计研究总院 北京市勘察设计研究院有限公司本卷主编. . 北京: 中国建筑工业出版社. 2008: 133－136. ISBN 978-7-112-09885-9.
2. ↑  孙冬虎; 许辉. . 1 March 2016: 295  [2020-03-25]. ISBN 978-7-5161-7280-3. （原始内容存档于2020-04-24）.
3. ↑  王建伟. . 1 September 2016: 206–208  [25 March 2020]. ISBN 978-7-5161-8838-5. （原始内容存档于2020-04-24）.
4. ↑  王铭珍.  (PDF). 北京: 中央文献出版社. 2012: 第140-141頁  [2019-09-03]. ISBN 9787507335576. （原始内容存档 (PDF)于2019-09-03）.
5. ↑  愛新覺羅·弘歷.  . 维基文库:  皇荘即景 （中文）.
6. ↑  戴国华. . 30 March 2016: 72  [2019-09-03]. ISBN 978-7-5095-6699-2. （原始内容存档于2020-05-31）.

### 报刊
1. ↑  贾冬婷. 陈超. . 三联生活周刊. 2007, (14)  [2020-02-13]. ISSN 1005-3603. （原始内容存档于2020-02-13） （中文（中国大陆））.
2. ↑  黄美群. . 都市快轨交通. 2010-03, 23 (3): 75–80. doi:10.3969/j.issn.1672-6073.2010.03.017 （中文）.
3. ↑  路宗存; 王琦. . 铁道标准设计. 2008, 12: 46–49  [2011-12-18]. ISSN 1004-2954. （原始内容存档于2014-02-24）.
4. ↑  王铭珍. . 北京档案. 2008, (9). ISSN 1002-1051.
5. ↑  丹丹. . 黑龙江史志. 2015, (03): 58-59. ISSN 1004-020X （中文（中国大陆））.
6. ↑  户力平. . 北京日报 (北京日报). 2019-12-05  [2020-02-14]. （原始内容存档于2020-05-31） （中文（中国大陆））. 1911年辛亥革命以后，取消封建帝制，以“皇”字相称的许多地名被改用“黄”字代替，“皇木厂”也就改成了“黄木厂”。
7. ↑  户力平. . 北京日报. 2019-08-01  [2020-02-11]. （原始内容存档于2020-05-31） （中文（中国大陆））. “文革”初期，白颐路南段的白石桥路被改成了“文革路”，多年后才恢复原称。自1997年以来，该路几经调整，其名称也被“中关村大街”和“中关村南大街”所代替。

### 网页
1. ↑  刘洋薛珺. . news.sina.com.cn. 新京报. 2005-07-09  [2019-09-03]. （原始内容存档于2019-09-03）.
2. ↑  梁琦. . news.cctv.com. 北京青年报. 2008-02-14  [2020-02-15]. （原始内容存档于2020-02-15）.
3. ↑  . ask.kedo.gov.cn.   [2019-09-03]. （原始内容存档于2019-09-03）.
4. ↑  贾冬婷; 陈超. . 三联生活周刊. 2007-04-23  [2021-01-15]. （原始内容存档于2020-02-13） （中文（中国大陆））.
5. ↑  王波. . 国际在线专稿. 国际在线. 2007-03-15  [2021-01-15]. （原始内容存档于2021-03-16）. 全线设四条联络线，即在黄庄站与地铁4号线、安定路站和熊猫环岛站均与 8号线、北土城东路站与5号线连接。
6. ↑  . 北京日报. 2019-04-11  [2019-09-03]. （原始内容存档于2019-09-03） （中文（中国大陆））.
7. ↑  . www.bj.xinhuanet.com.   [2019-09-03]. （原始内容存档于2019-09-03）.
8. ↑  . www.mtr.bj.cn.   [2019-09-03]. （原始内容存档于2019-09-03）.
9. ↑  . market.meihua.info.   [2019-09-03]. （原始内容存档于2019-09-03）.
10. ↑  .   [2019-09-03]. （原始内容存档于2019-09-03） （英语）.
11. ↑  . www.mtr.bj.cn.   [2019-09-03]. （原始内容存档于2019-09-03）.
12. ↑  . www.bjnews.com.cn.   [2019-09-03]. （原始内容存档于2019-09-03）.
13. ↑  . 北青网. 2016-01-18  [2020-02-16]. （原始内容存档于2020-02-16） （中文（中国大陆））.
14. ↑  海彦. . 美国之音. 2013-02-26  [2021-01-14]. （原始内容存档于2021-03-16） （中文）.
15. ↑  . www.huxiu.com.   [2019-09-03]. （原始内容存档于2019-09-03）.
16. ↑  李玉楼; 刘岍琳; 魏之然. . 南方周末. 2021-08-12  [2021-09-02]. （原始内容存档于2021-09-02）.
17. ↑  程靓. . 财经天下周刊. 2021-08-11  [2021-09-02]. （原始内容存档于2021-08-11）.
18. ↑  . www.yicai.com.   [2019-09-03]. （原始内容存档于2019-09-03）.
19. ↑  . bj.people.com.cn.   [2019-09-03]. （原始内容存档于2019-09-03）.
20. ↑  . view.news.qq.com.   [2019-09-03]. （原始内容存档于2019-06-22）.
21. ↑  . 快科技. 2022-02-09  [2022-02-11]. （原始内容存档于2022-02-15）.